# Euridice (Anouilh)
Euridice (Eurydice) è una tragedia di Jean Anouilh, scritta nel 1941 e portata in scena per la prima volta a Parigi nel 1942. Ambientato negli anni 30, il dramma è una rivisitazione amaramente ironica del mito di Orfeo ed Euridice, in cui lo scetticismo sull'amore si fonde al misticismo.

## Trama
Euridice è la figlia della primadonna di una compagnia teatrale di terz'ordine, che aspetta alla stazione del treno di partire per la prossima tappa della tournée. Orfeo lavora come violinista nel ristorante della stazione e i due giorni si vedono e si innamorano a prima vista. Innamorata di Orfeo, Euridice rifiuta la advances di Matthew, un attore della compagnia e suo amante. Orfeo è disgustato dal fatto che Matthew abbia toccato la sua donna, ma Euridice lo rassicura di essere stata con solo due uomini prima di lui; il violinista è scettico e le fa notare che i suoi occhi cambiano colore quando mente. Intanto Matthew, con il cuore infranto, si getta sotto un treno e i due amanti fuggono per evitare il senso di colpa e la vergogna. I due vengono seguiti dal misterioso Monsieur Henri e da Dulac, l'impresario della compagnia. In una camera da letto Orfeo ed Euridice discutono su dove sia radicata l'identità di una persona, se nel passato o nel presente, e la giovane si sente a disagio quando realizza quanto importanza il violinista attribuisca al passato. Mentre Orfeo è fuori, Euridice riceve una lettera e quando l'amante torna la giovane esce, dicendo di dover sbrigare delle commissioni. Rimasto solo, Orfeo riceve la visita di Dulac, che afferma di essere un altro degli amanti di Euridice: Orfeo non gli crede, ma la discussione tra i due viene interrotta dall'arrivo della notizia che Euridice è stata uccisa in un incidente d'auto. Il sospetto insinuato in Orfeo da Dulac sembra trovare un riscontro nella morte della giovane: Euridice è stata uccisa non mentre andava al mercato (come aveva annunciato), ma mentre cercava di lasciare la città.
Il misterioso Monsieur Henri, commosso dal dolore di Orfeo, fa un patto con lui: se Orfeo riuscirà a passare la notte fianco a fianco con Euridice alla stazione del treno senza guardarla mai negli occhi prima dell'alba allora potrà riavere l'amante in vita. Orfeo accetta e passa la notte accanto al fantasma di Euridice nella stazione; tuttavia, il violinista non riesce a resistere alla tentazione di farle domande su Dulac e quando Euridice nega di essere stata la sua amante, Orfeo non riesce a controllarsi e si volta per vedere dal colore degli occhi se sta mentendo. La donna ammette di essere stata l'amante di Dulac, ma la verità si rivela essere più oscura e intricata: Euridice andava a letto con l'uomo solo perché era costretta, dato che l'impresario minacciava di licenziare un'orfanella della compagnia se si fosse rifiutata. Orfeo viene raggiunto dall'agente di polizia che gli aveva comunicato la morte di Euridice il giorno prima: il poliziotto ha trovato una lettere della fanciulla sul luogo dell'incidente. Nella lettera, Euridice confessava che fuggiva perché sapeva che il suo passato promiscuo sarebbe sempre stato un problema per Orfeo, anche se il suo amore per lui l'aveva resa nuovamente pura. Il fantasma di Euridice scompare, lasciando Orfeo solo e sconvolto dal rammarico. Monsieur Henri lo consola dicendo che la relazione ideale che sognava con Euridice è ancora possibile, ma solo nella morte: se i due fossero rimasti insieme, infatti, entrambi avrebbero eventualmente sofferto per le delusioni dell'amore. Felice di potere essere felice con l'amata nell'aldilà, Orfeo si suicida e si ricongiunge felicemente ad Euridice, con cui starà insieme per l'eternità.

## Adattamento cinematografico
Nel 2012 Alain Resnais ha diretto il film Vous n'avez encore rien vu, liberamente ispirato a due opere di Anouilh: Eurydice e Cher Antoine ou l'Amour raté.